# Los enviados
Los enviados es una serie web de intriga y suspense mexicana, dirigida por Juan José Campanella, Hiromi Kamata, Martino Zaidelis y Camilo Antolini. Está protagonizada por Luis Gerardo Méndez, Miguel Ángel Silvestre, Irene Azuela y Miguel Rodarte. La serie se estrenó el 12 de diciembre de 2021 en Paramount+ Latinoamérica.
El primer capítulo se estrenó el 12 de diciembre de 2021 en el servicio de streaming, la segunda temporada se estrenó el 7 de diciembre de 2023.
El 1 de abril de 2024 Paramount+ decide quitar la serie de su catálogo en Argentina sin aviso ni explicación alguna.

## Sinopsis
Dos sacerdotes de Congregación para la Doctrina de la Fe del Vaticano llegan a San Acacio, un pequeño pueblo en México, como enviados. Estos van con el objetivo de verificar una supuesta curación milagrosa por parte de otro sacerdote que desaparece de forma misteriosa.
Poco después de llegar allí, dan con una comunidad psiquiátrica en las afueras, que parece esconder más de un secreto en lo relativo a los milagros y desapariciones que allí acontecen. Los religiosos temen así por sus vidas mientras su fe es llevada al extremo.

## Reparto

#### Reparto principal
- Luis Gerardo Méndez como Pedro Salinas
- Miguel Ángel Silvestre como Simón Antequera
- Irene Azuela como Adriana Cortés
- Miguel Rodarte como Federico Molina Reyes
- Assira Abate como La Hermana Emilia

#### Reparto recurrente
- Armando Espitia como Esteban
- Fernando Becerril como Monseñor Benavent
- José Sefami como Guillermo Prado
- Giovani Florido como Jerónimo
- Diana Lein como Valentina Blanco
- Assira Abbate como Emilia Graviano
- Orlando Urdaneta cómo Monseñor Agatho Zuliani
- Pepón Nieto como Arzobispo de Santiago

## PostProducción
Facundo Coria, Pablo Bagnus, Andrés Britos (temporada 2)

## Efectos Visuales
ONER Vfx
Supervisor VFX: Rodrigo Tomasso
Productor Ejecutivo VFX: Marcelo García

## Episodios
| Temporada | Temporada | Episodios | Primer capítulo         | Último capítulo     |
| --------- | --------- | --------- | ----------------------- | ------------------- |
|           | 1         | 8         | 12 de diciembre de 2021 | 16 de enero de 2022 |
|           | 2         | 8         | 7 de diciembre de 2023  | 15 de marzo de 2024 |